# Strug (Šavnik)
Pour les articles homonymes, voir Strug.
Strug (en serbe cyrillique : Струг) est un village du centre-ouest du Monténégro, dans la municipalité de Šavnik.

## Démographie

### Évolution historique de la population
| 1948 | 1953 | 1961 | 1971 | 1981 | 1991 | 2003 |
| ---- | ---- | ---- | ---- | ---- | ---- | ---- |
| 361  | 427  | 481  | 419  | 389  | 106  | 95   |